# Marie-Ferdinande de Saxe
La princesse Marie-Ferdinande de Saxe (27 avril 1796 – 3 janvier 1865) est une princesse de Saxe. Elle a été par son mariage grande-duchesse de Toscane de 1821 à 1824.

## Famille
Marie-Ferdinande, née le 27 avril 1796, est la seconde fille de Maximilien, prince héritier de Saxe et de sa première épouse Caroline de Bourbon-Parme. Sa mère mourut en 1804, et son père se remaria en 1825 à la princesse Marie-Louise de Bourbon-Parme, mais ce mariage resta sans enfants. Son père mourut en 1838, ayant renoncé à ses droits sur la succession de Saxe en faveur de son fils aîné.
Marie-Ferdinande avait sept frères et sœurs, qui se marièrent selon leur rang. Sa sœur aînée était la princesse Amélie de Saxe (1794-1870), une remarquable compositrice et son frère cadet deviendra le roi Frédéric-Auguste II de Saxe en 1836. Trois de ses frères et sœurs (Marie de Saxe, Jean, et Marie Josèphe) deviendront par la naissance ou le mariage grande-duchesse de Toscane, roi de Saxe, et reine d'Espagne.
En 1817, Marie-Ferdinande, accompagne sa jeune sœur, Marie de Saxe à Florence, où celle-ci allait épouser l'héritier du grand-duché Léopold II de Toscane. Les deux sœurs étant très proches, Marie-Fernande accepta de se rendre à Florence avec sa cadette, craignant de s'y rendre seule. De manière inattendue, Marie-Ferdinande fut remarquée par le père de Léopold, le grand-duc Ferdinand III de Toscane, immédiatement séduit.

## Mariage
Le 6 mai 1821, Marie-Ferdinande épouse son cousin germain de vingt-sept ans son aîné Ferdinand III de Toscane à Florence. Elle est sa seconde épouse. Ferdinand souhaite ce second mariage parce que la succession est mal assurée : bien que son fils unique soit marié, il est considéré comme malade. 
Aucun enfant n'est né de ce mariage.
Ferdinand mourut en 1824, laissant le trône à Léopold et son épouse Marie Anne, qui deviennent Grand-Duc et Grande-Duchesse de Toscane.

## Fin de vie
En 1859, la famille royale de Toscane perd son trône lors de l'Unification italienne. Elle quitte le Palais Pitti de Florence pour la cour autrichienne de l'Empereur François-Joseph et Élisabeth de Wittelsbach à Vienne. Marie-Ferdinande vécut principalement à Schlackenwerth, et était souvent invitée par son frère le roi Jean de Saxe à Dresde. Elle avait une relation étroite avec sa sœur Amélie. Marie-Ferdinande avait reçu l'Ordre des Dames de la noblesse de Maria Luisa, un ordre fondé par la reine Marie-Louise d'Espagne.
Marie-Ferdinande est restée veuve quarante-et-un ans, et est morte le 3 janvier 1865 au château de Brandeis (cs). Elle est enterrée dans la Crypte Impériale à Vienne.

## Sources
- Luise von Toscana, My Own Story, London, Ballantyne & Company LTD, 1911 (lire en ligne)